# Floirac (Lot)
Floirac é uma comuna francesa na região administrativa de Occitânia, no departamento de Lot. Estende-se por uma área de 19,02 km². Em 2010 a comuna tinha 258 habitantes (densidade: 13,6 hab./km²).